# Zemunik Donji
Zemunik Donji (do roku 1869 oficiálně Zemunik, poté až do roku 1981 Donji Zemunik, italsky Zemonico) je vesnice a správní středisko stejnojmenné opčiny v Chorvatsku v Zadarské župě. Nachází se asi 10 km východně od Zadaru. V roce 2011 žilo v Zemuniku Donjim 1 540 obyvatel, v celé opčině pak 2 060 obyvatel.
Do teritoriální reorganizace v roce 2010 byl Zemunik Donji součástí opčiny města Zadar.
Součástí opčiny jsou celkem tři trvale obydlené vesnice.
- Smoković – 110 obyvatel
- Zemunik Donji – 1 540 obyvatel
- Zemunik Gornji – 410 obyvatel

Opčinou procházejí státní silnice D56 a D502 a župní silnice Ž6011, Ž6021 a Ž6040. Těsně kolem vesnice prochází rychlostní silnice D424 a nachází se zde její dálniční křižovatka Zadar 2 s dálnicí A1. U vesnice se též nachází letiště Zadar.